# Macha tago goraegorae
Macha tago goraegorae (마차 타고 고래고래?, conosciuto a livello internazionale come Blue Busking) è un film del 2017 diretto da Ahn Jae-seok. 
Inedito in Italia, è una trasposizione sudcoreana del film Basilicata coast to coast di Rocco Papaleo.

## Trama
Quattro amici originari di Mokpo, che formavano un gruppo musicale ai tempi della scuola, sono ormai adulti e hanno intrapreso strade diverse. Min-woo, prima di lasciare definitivamente la musica, decide di partecipare al festival di Jarasum, al quale lui e i suoi vecchi amici hanno sempre desiderato di esibirsi. A lui si uniscono Ho-bin, un attore in difficoltà lavorative, Young-min, diventato muto dopo la fine di una relazione amorosa, e Byung-tae, fratello minore di Ho-bin che ha perso il lavoro dopo la chiusura di una scuderia. I quattro decidono di recarsi al festival a piedi con una carrozza trainata da un asino, percorrendo il loro tragitto in 30 giorni, durante il quale si esibiscono come musicisti di strada. Vengono accompagnati da Hye-kyung, una giornalista televisiva che documenta il loro viaggio avventuroso.

## Riconoscimenti
- 2018 – Golden Cinema Film Festival Awards[2]
  - Miglior regista esordiente: Ahn Jae-seok
  - Miglior attore esordiente: Kim Shin-eui